# Mechanizm skrętu
Mechanizm skrętu – mechanizm, dzięki któremu kierowca pojazdu mechanicznego zmienia kierunek jazdy. W pojazdach gąsienicowych skręt uzyskuje się przez zmianę prędkości jednej z gąsienic pojazdu. Istnieje ogromna różnorodność w konstrukcji mechanizmów skrętu pojazdów gąsienicowych. Najprostszy układ mechaniczny składa się z następujących elementów: sprzęgła głównego, skrzyni biegów, sprzęgieł bocznych wraz z hamulcami, przekładni bocznych. Drugi typ mechanizmów skrętu to mechanizm z przekładniami planetarnymi, który składa się z: sprzęgła głównego, przekładni pośredniej, skrzyni biegów, PMS (planetarnych mechanizmów skrętu), przekładni bocznych. Istnieją również układy (o podwójnym doprowadzeniu mocy), w których mechanizmy skrętu i skrzynia biegów tworzą integralną całość. Rozwiązanie to umożliwia doprowadzenie mocy od wału głównego do mechanizmów skrętu dwiema drogami. Pierwszy strumień mocy przekazywany jest przez skrzynię biegów do planetarnych rzędów sumujących, drugi strumień mocy kierowany jest od wału głównego silnika poprzez mechanizm kierowniczy do planetarnych rzędów sumujących, gdzie następuje sumowanie strumieni mocy: głównego i z mechanizmu kierowniczego. Po zsumowaniu strumieni moc kierowana jest za pośrednictwem przekładni bocznych do kół napędowych pojazdu gąsienicowego. Istnieje bardzo wiele rozwiązań tego typu układów. Zapewniają one wysoką manewrowość czołgów. Mogą one obracać się w miejscu, wokół własnej osi (tzw. skręt z promieniem B/2). W zachodnich wozach trzeciej generacji szeroko rozpowszechniły się układy hydromechaniczne. Dzięki temu można uzyskać bezstopniową zmianę przełożeń (stosowanie jako przekładni kierowniczej układu hydrostatycznego). Promień skrętu zmienia się płynnie od nieskończoności do wartości minimalnej co wpływa korzystnie na własności trakcyjne pojazdu.